# ヤーノ・サーリネン
ヤーノ・サーリネン（よりフィンランド語に近い表記ではヤルノ・サーリネン、Jarno Saarinen, 1945年12月11日 - 1973年5月20日）は、フィンランド・トゥルク出身のオートバイレーサー。ニックネームはフライング・フィン。

## 経歴
元々はアイスレース のライダーだったがロードレースに転向した。
世界グランプリで活躍し、ヤマハのマシン で1972年に世界GP250ccクラスのチャンピオンを獲得。同年10月中旬にはヤマハの招待により来日し、全日本ロードレース最終戦「日本グランプリ（鈴鹿サーキット）」に来場。当初は同レースへの参戦も計画されたが諸般の事情で断念され、夫人とともに開会セレモニーへの参加のみとなったが、現役世界王者の来日に報道関係者が多く集まった。また、東京国際見本市会場で開催中だった第19回東京モーターショーにも姿を見せた。
1973年、ヤマハワークスライダーとして世界GP500cc クラスと250cc クラスに出場。500cc 初戦で優勝するなど好調だった。しかし第4戦イタリアGP（モンツァ・サーキット）の250cc クラスで、スタート直後に発生した多重衝突事故のため死去。

## 死亡事故
サーリネンが事故死したイタリアGP250cc クラスのレースの直前には、350cc クラスのレースが開催された。350ccクラスのマシンがオイルを吹き、コース上にオイルが残ったままの状態で、十分な処理も行われていなかったと言われる。
コース路面にオイルが残った状態のまま250 cc クラスのレースがスタート。トップで飛び出したのはアエルマッキに乗るレンツォ・パゾリーニで、これをサーリネンと、同じくヤマハワークスライダーの金谷秀夫が追う形になり直線を加速していった。
ところが1コーナー手前の直線部分にオイルが残っていたため、パゾリーニのマシンが横滑りして転倒。直後に付けていたサーリネンは、避けきれずにパゾリーニに追突してしまう。2台のマシンと2人のライダーの身体が、もつれ合う格好で高速のままコースアウトし、側壁などに叩き付けられた。
2台の直後にいた金谷も転倒し、マシンが炎上した。後続のマシン群も、路面のオイルと、トップ3台の転倒に巻き込まれ、多くが衝突・転倒する結果になった。
この事故でパゾリーニとサーリネンが死亡。チャス・モーティマーによるとサーリネンの頭部は事実上すべて失われていたという。マルチクラッシュに巻き込まれた他の転倒者も負傷し、歩いてその場を離れられたのはモーティマー1人だった。
サーリネンの同僚だった金谷は、後に「オイルの処理をきちんとせず、オイルの存在をライダーに通知しなかったレース主催者に責任がある」と証言している。

## 後世への影響など
サーリネンは、現在のロードレースで主流になっているハングオフテクニックの元祖だという意見がある。
根本健によれば、世界で初めて膝を擦って走ったライダーであるという。また、サーリネンはレーシングライダーに必要な体力について、次のように語っていた。
ボウリングをやる体力があればじゅうぶんだ
— ヤーノ・サーリネン, 『片山敬済 俺だけの2輪テクニック』（p196）
サーリネンが事故死した当時は、決勝スタート前のサイティングラップ がまだ存在しなかった。この事故もきっかけになり、サイティングラップなどの安全対策が行われるようになったという意見がある。
F1ドライバーであるヤルノ・トゥルーリの名「ヤルノ」は、サーリネンにちなんで付けられたという。トゥルーリの両親がサーリネンの熱心なファンだった。

## 主な戦績
- 1965年 - フィンランド・アイスレース・チャンピオン
- 1970年 - 世界GP250ccクラス・ランキング4位
- 1971年 - 世界GP250ccクラス・ランキング3位
- 1972年 - 世界GP250ccクラス・チャンピオン
- 1973年 - 世界GP500ccクラス・250ccクラス参戦
  - 5月20日 - 世界GP 第4戦 イタリアGP（モンツァ・サーキット）250ccクラスのレースで多重クラッシュに巻込まれて他界。27歳没。